# Culture de Volosovo
La culture de Volosovo est une culture archéologique de la moyenne Volga et du bassin de la rivière Kama, en Russie du Nord. Elle a émergé au début du IVe millénaire av. J.-C. et aurait duré jusqu'au début du IIe millénaire av. J.-C. Les individus associés à la culture de Volosovo sont des chasseurs-cueilleurs en milieu forestier.

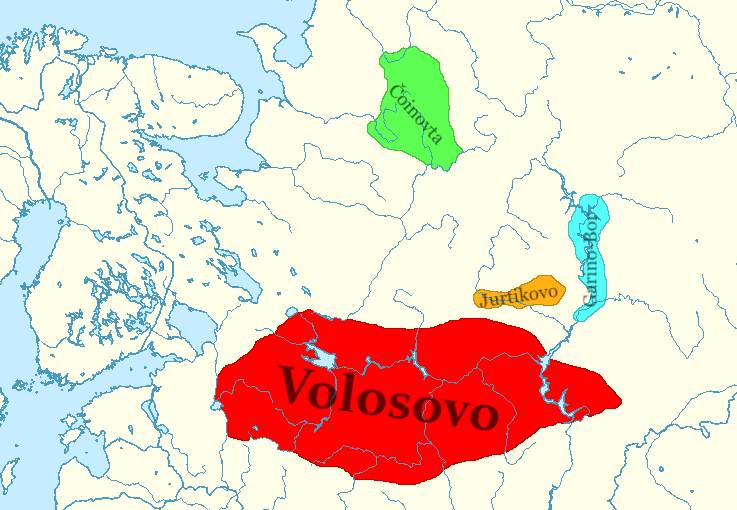
Extension géographique de la culture de Volosovo

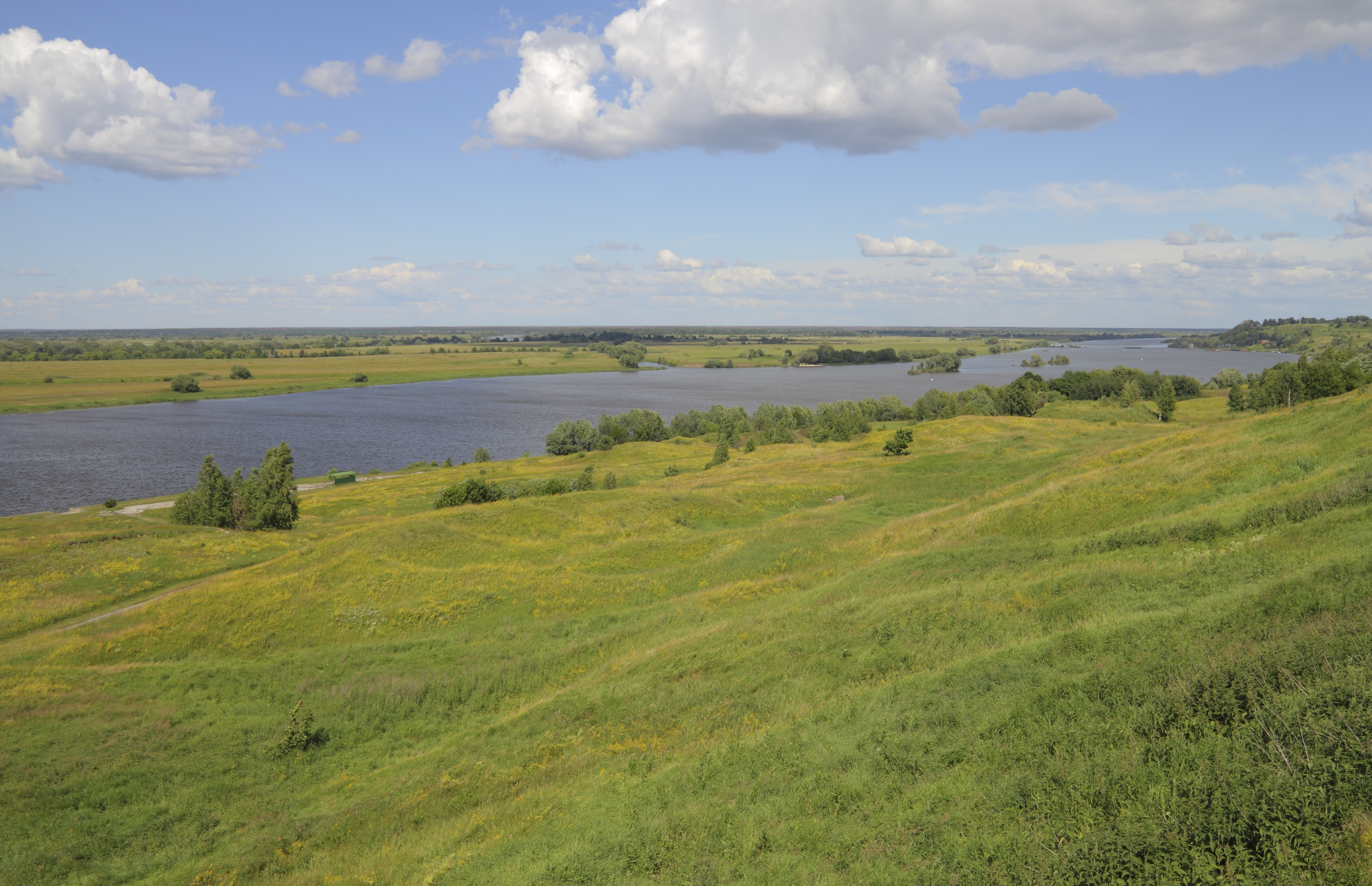
Les habitats de la culture de Volosovo étaient souvent situés au bord des lacs et rivières, comme la rivière Oka.

## Description
Les artéfacts en pierre et en céramique produits par la culture de Volosovo proviennent d'habitations semi-enterrées, qui sont souvent situées au bord des rivières ou des lacs. Les artéfacts trouvés appartiennent à deux périodes. La couche inférieure indique une affinité culturelle avec la culture de Balakhna. Le niveau supérieur, qui est considéré comme la phase principale de Volosovo, comprend des céramiques distinctes des poteries de la culture précédente de Balakhna, ainsi que de celles attribuées à la culture de Fatianovo-Balanovo.
La culture de Volosovo utilisait des outils en pierre ou en os et était particulièrement experte en sculpture sur os. Un petit art a émergé, comme le montrent des sculptures représentant des formes humaines. Un tel art parmi des chasseurs-cueilleurs ne se retrouve à cette période qu'en Sibérie orientale, dans la culture voisine de Tokareva par exemple.
La culture de Volosovo est l'une des dernières cultures mésolithiques dans la région. Ses techniques de la pierre et de l'os furent remplacées sur la fin par le travail des métaux, et elle adopta de premières formes d'agriculture au fur et à mesure de ses contacts avec la culture de Fatianovo-Balanovo, venue du Sud et légèrement postérieure. On a aussi découvert des os crâniens et longs d'un chien en milieu marécageux. Toutefois, la culture de Volosovo semble avoir toujours privilégié la cueillette, la chasse et la pêche.

## Génétique
Une étude génétique publiée en juillet 2020 a examiné les restes d'un homme attribués à la culture de Volosovo ou à la culture de Lyalovo enterrés près de Iaroslavl vers 4300 av. J.-C. Il était porteur de l'haplogroupe paternel Q-L54 et de l'haplogroupe maternel K. L'haplogroupe Q-L54 a déjà été trouvé chez des chasseurs-cueilleurs de l'Est européen (EHG). L'individu examiné s'est révélé être étroitement lié aux EHG et aux anciens chasseurs-cueilleurs de la culture de Veretye. L'individu Volosovo / Lyalovo examiné est génétiquement significativement différent des populations de la culture de Fatianovo-Balanovo, qui s'est imposée un peu plus tard dans la région. La culture de Volosovo aurait été remplacée par la culture des peuples d'ascendance steppique venus du Sud.